# José Eduardo Velásquez Tarazona
José Eduardo Velásquez Tarazona (ur. 2 września 1947 w Caraz) – peruwiański duchowny katolicki, biskup Huaraz w latach 2004–2024. 

## Życiorys
Święcenia kapłańskie przyjął 1 lipca 1973. Był m.in. rektorem Wyższego Seminarium Duchownego diecezji Huaraz i prowikariuszem generalnym tejże diecezji.

### Episkopat
15 marca 1994 został mianowany przez papieża Jana Pawła II biskupem pomocniczym diecezji Huaraz ze stolicą tytularną Obba. Sakry biskupiej udzielił mu 14 maja tegoż roku ówczesny biskup tejże diecezji, bp José Gurruchaga Ezama.
1 lipca 2000 został mianowany biskupem koadiutorem diecezji Tacna y Moquegua.
4 lutego 2004 został biskupem diecezjalnym Huaraz.
17 września 2024 papież Franciszek przyjął jego rezygnację z urzędu biskupa Huaraz.